# أليكس كيدز إن ذا إنشنتيد كاسل
لعبة أليكس كيد إن ذا انشنتيد كاسل (بالإنجليزية: Alex Kidd in the Enchanted Castle)‏ ((باليابانية: アレックスキッド 天空魔城) )، هي لعبة فيديو من إنتاج شركة سيغا سنة 1989، وهي الجزء الأخير لسلسلة أليكس كيد الشهيرة في اليابان، تم إصدارها في اليابان سنة 1989م بعد إنتاج كمبيوتر سيغا من نوع ميغا درايف المدعومة باللغة اليابانية، ومن ثم اصدرت إلى الولايات المتحدة وأوروبا سنة 1990م وتدعم باللغة الإنجليزية، ومن ثم صدرت اللغة الكورية بكوريا الجنوبية، وفي عام 2007م تمكن الموقع الإلكتروني فرتشويل كونسول التابع لنظام نينتندو 3 دي إس من الحصول على اللعبة وبيعها رسمياً عام 2007.

## طريقة اللعب
تتميز هذه اللعبة بسرعة المشي والحصول على أنواع من الذهب ومن ثم المبارزة بلعبة حجر-ورق-مقص الشهيرة، فعندما يفوز أليكس بعد أن دفع مبلغ 60 قطعة ذهب سيحصل على أنواع من الآلات والجوهرة السحرية لقتل الأشرار.

## الرقابة
في الإصدار الياباني الأصلي، في حال خسر أليكس كيدز من المبارزة يكشف عورته أمام الجماهير الحاضرة، ولكن في الإصدار الكوري والإنجليزي يكتفي بإسقاط الوزن الحديدي عليه ليخرج من المبنى بعد خسارته.